# ژتنو

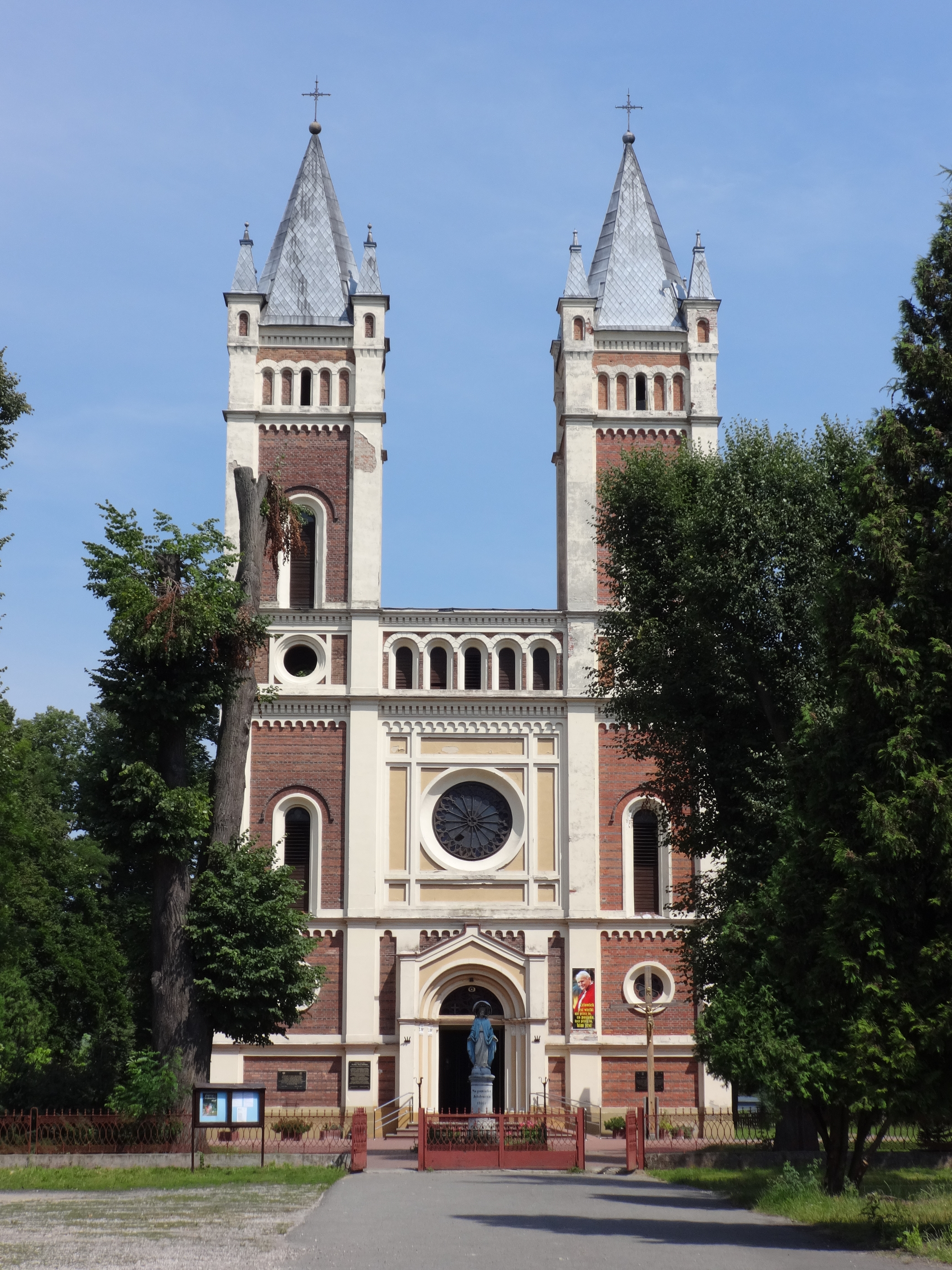
ژتنو.

ژتنو (به لهستانی:  Żytno) یک روستا در لهستان است که در گمینا ژتنو واقع شده‌است. ژتنو ۷۱۰ نفر جمعیت دارد.